# Гансько-чилійські відносини
Гансько-чилійські відносини — двосторонні дипломатичні відносини Гани та Чилі. 

## Історія
Відносини між двома країнами були встановлені 6 жовтня 1961 року, коли міністри закордонних справ обох країн зустрілися у штаб-квартирі Організації Об'єднаних Націй у Нью-Йорку та підписали дипломатичну угоду.
У серпні 2013 Чилі призначила Рікардо Альона першим послом у Гані. Чилійське дипломатичне представництво функціонує у приміщеннях посольства Колумбії в Гані відповідно до угоди про спільне представництво за кордоном, підписаної в рамках Тихоокеанського альянсу.

## Офіційні візити
У липні 2012 заступник міністра закордонних справ Чилі Фернандо Шмідт відвідав Аккру, де оголосив про відкриття в Гані посольства Чилі. З колегами з Гани він обговорив можливі галузі співробітництва, включаючи торгівлю, інвестиції, видобуток корисних копалин та вуглеводнів.
У лютому 2014 міністр закордонних справ та регіональної інтеграції Гани Ханна Тетте відвідала Чилі з офіційним візитом. Після зустрічі зі своїм чилійським колегою Альфредо Морено Шарме вони спробували зміцнити політичні, економічні та культурні зв'язки між двома країнами та стимулювати співпрацю. Крім того, під час цього візиту було підписано меморандум про співпрацю щодо створення механізму політичних консультацій між двома країнами.

## Дипломатичні місії
- Гана не має посольства в Чилі, його функції виконує посольство в Бразилії.
- Чилі має посольство в Аккрі.[3]